# Station Slawi
Slawi is een spoorwegstation in de Indonesische provincie Midden-Java.